# Oftalmologi

Vanlig Snellen-tavla som kan användas vid test av synskärpan.

Oftalmologi (grekiska ophthalmos, öga, och logos, lära) är läran om ögat och dess sjukdomar. En läkare med specialistkompetens i ögonsjukdomar kallas oftalmolog.
Den medicinska undersökningen, så kallad ögonundersökning, som sker på en ögonläkarmottagning omfattar i grunden undersökning av synskärpa och brytningsfel, undersökning med ögonmikroskop samt tryckmätning av ögonen. Därtill finns också en lång rad specialundersökningar.
Dock är synundersökning inte samma sak som ögonundersökning. Olika andra ögon- och synrelaterade undersökningar kan också göras, exempelvis så kallad synanalys som görs av optiker.

### Notförteckning
1. ↑  ”Ögonundersökning”. 1177. 24 mars 2019. https://www.1177.se/Halland/Fakta-och-rad/Undersokningar/Ogonundersokning/?ar=True.
2. ↑  ”Synundersökning eller ögonundersökning?”. Medicinsk optik. 29 nov 2017. Arkiverad från originalet den 23 mars 2019. https://web.archive.org/web/20190323201325/https://medicinskoptik.se/om-medicinsk-optik/synundersokning-eller-ogonundersokning/. Läst 23 mars 2019.